# Jean-Baptiste Racine
Pour les articles homonymes, voir Racine.
Jean-Baptiste Racine, né à Paris le 11 novembre 1678 et mort le 31 janvier 1747, fils aîné du dramaturge Jean Racine et de sa femme Catherine de Romanet, est un attaché d'ambassade français.

## Biographie
Les détails sur sa vie sont connus principalement grâce à la fréquente correspondance qu'il entretient avec son père : au moins 55 lettres de Jean Racine à Jean-Baptiste ont été conservées. 
Cette correspondance révèle notamment que le dramaturge fut un père attentif aux besoins de son fils aîné. Sur la fin de sa vie, Jean Racine veille ainsi à assurer à Jean-Baptiste une bonne carrière : en 1695, le fils travaille auprès du secrétaire d'État aux Affaires étrangères ; en janvier 1698, il part pour sa première mission diplomatique en tant qu'attaché à l'ambassade de La Haye, dans les Provinces-Unies.